# 夏環
夏環（1436年—？），字曰謙，江西南昌府豐城縣人，明朝政治人物。

## 生平
景泰七年（1456年）丙子科江西鄉試第二十八名。天順元年（1457年）登丁丑科進士。授溧水縣知縣，擢監察御史。

## 家族
曾祖夏添祥，贈刑部主事。祖父夏希信，父夏子美。